# Muhalhil
Abū Laylā ʿAdî ibn Rabīʿa (in arabo عديّ بن ربيعة المهلهل‎?), noto anche con lo pseudonimo di al-Muhalhil (... – 531 ca.), è stato un poeta arabo preislamico, nel corso dello Yawm al-Basūs, un episodio bellico ricordato come uno degli Ayyām al-ʿArab, che contrappose le tribù dei Banu Bakr e dei Banu Taghlib.
Apparteneva ai Taghlib. Era fratello di Kulayb Wāʾil b. Rabīʿa, la cui morte fu all'origine della guerra coi Bakr. 
Si dice che fosse lo zio materno di Imru l-Qays, il quale sarebbe stato iniziato da lui alla poesia.
 Era nonno del poeta ῾Amr ibn Kulthūm, nato dalla figlia di Muhalhil, Laylā.
Noto anche come al-Zīr Sālim (al-Zīr significa "dongiovanni, seduttore libertino"),
fu soprannominato "al-Muhalhil", "Colui che intesse con leggiadria" per l'eccellenza della sua poesia, paragonata a un tessuto assai leggero. La leggenda fa di lui l'inventore della qaṣīda, l'ode fondamentale della poesia araba.
Dal ristretto numero di versi pervenutici, si conservano soprattutto le sue elegie per il fratello ucciso e la qaṣīda dedicata alla sua tribù per esortarla al combattimento nella battaglia di Qidda, in cui i Bakr furono sconfitti..
Morì verso il 531, dopo essere stato fatto prigioniero da ʿAwf ibn Mālik, al ritorno dallo Yemen..